# كيرشن
كِرْشِن (بالألمانية: Kirchen) (نقحرة: كيرشن) هي بلدة ألمانية تقع في ألمانيا في منطقة آلتنكيرشن. يقدر عدد سكانها بـ 9,063 نسمة .

## أعلام
- توماس كرافت
- مارسيل شوهن
- كريستوف كلاين